# Терехово (Орловская область)
Терехово — деревня в Урицком районе Орловской области России.
Входит в состав Бунинского сельского поселения.

## География
Ближайшие населённые пункты — Черногрязка и административный центр поселения Бунино.
Имеется одна улица — Дачная.

## Население
| 2010 |
| ---- |
| 13   |